# Kalanchoe prittwitzii
Kalanchoe prittwitzii är en fetbladsväxtart som beskrevs av Adolf Engler.
Kalanchoe prittwitzii ingår i släktet Kalanchoe och familjen fetbladsväxter. Inga underarter finns listade i Catalogue of Life.